# Шеферд (острови)
Шеферд (Shepherd Islands) са острови в Тихи океан в архипелага Нови Хебриди, с координати 17°08′00″ ю. ш. 168°23′00″ и. д. / 17.133333° ю. ш. 168.383333° и. д..
Те влиза в територията на Република Вануату, а съгласно административното деление на страната попада в границите на провинция Шефа.
Групата Шеферд включва островите между Епи и Ефате - Лаика, Тонгоа, Тонгарики, Емае, Макура, Матасо, Монумент, Нгуна, Емао, Мосо и Лелепа. В близост до островите Тонгоа и Марука съществуват два подводни вулкана.
В миналото на това място се е намирал големият остров Кувай, но в резултат на мощното изригване на едноименния му вулкан през средата на XV век той на практика изчезва. Свидетелство за някогашното му съществуване са и няколкото малки острови Шеферд и остров Епи.